# Волмерсдорф
Волмерсдорф (њем. Wolmersdorf) општина је у њемачкој савезној држави Шлезвиг-Холштајн. Једно је од 115 општинских средишта округа Дитмаршен. Према процјени из 2010. у општини је живјело 336 становника. Посједује регионалну шифру (AGS) 1051135.

## Географски и демографски подаци
Волмерсдорф се налази у савезној држави Шлезвиг-Холштајн у округу Дитмаршен. Општина се налази на надморској висини од 13 метара. Површина општине износи 6,1 km². У самом мјесту је, према процјени из 2010. године, живјело 336 становника. Просјечна густина становништва износи 55 становника/km².